# South Court

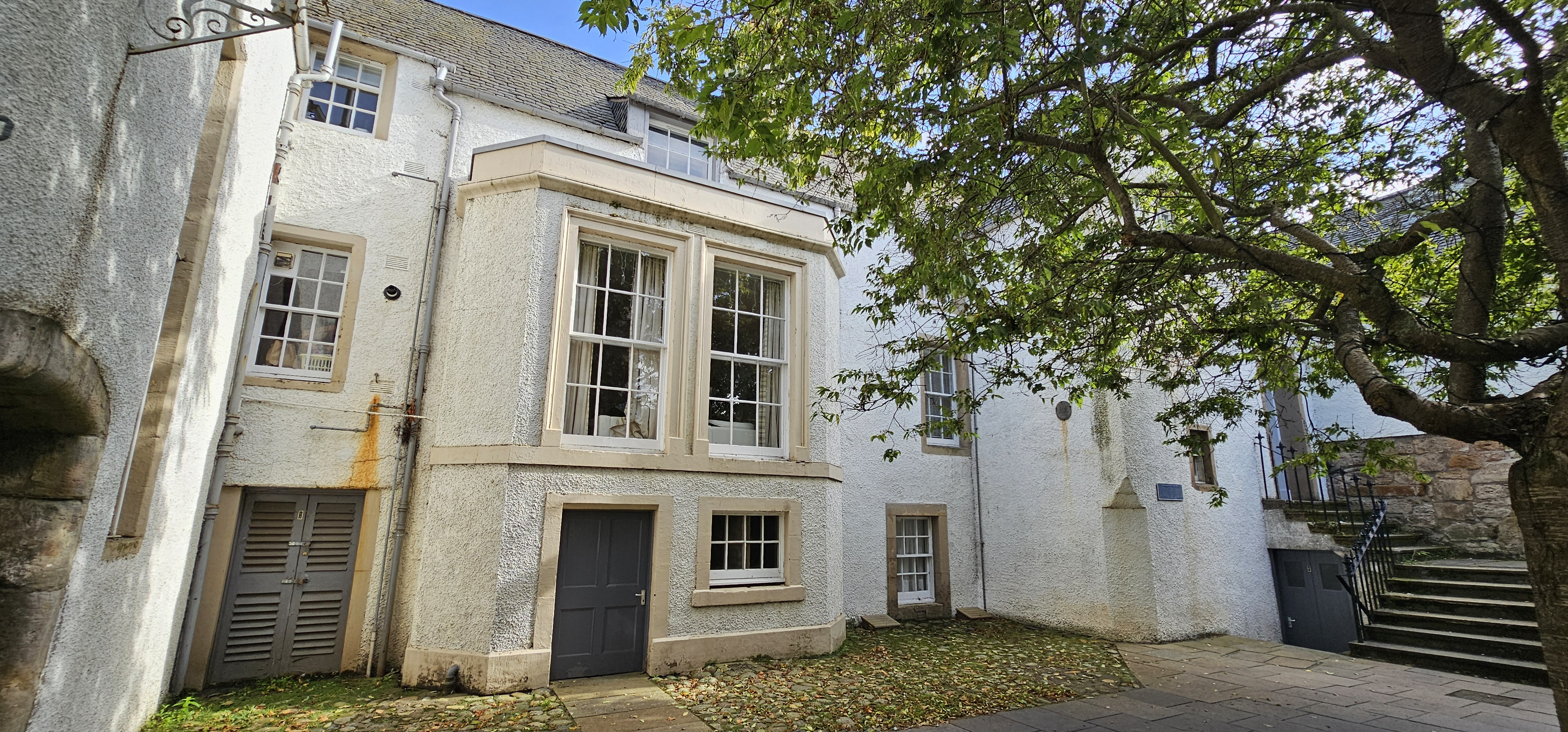
Rückseite von South Court

Der South Court ist ein Wohngebäude in der schottischen Stadt St Andrews in der Council Area Fife. 1959 wurde das Bauwerk als Einzeldenkmal in die schottischen Denkmallisten in der höchsten Denkmalkategorie A aufgenommen.

## Geschichte
South Court entstand im Laufe des 15. Jahrhunderts, wurde jedoch noch bis in das 17. Jahrhundert erweitert. So wurde der Südwestflügel um 1580 hinzugefügt. Im Jahre 1862 renovierte der schottische Architekt George Rae das Gebäude für J. D. Forbes. Hierbei wurden unter anderem die erweiterten Fenster eingesetzt. Im Zuge der Restaurierungsarbeiten zwischen 1970 und 1973 wurde die getäfelte Eichendecke mit ihren gemalten Ornamenten wieder freigelegt.

## Beschreibung
Das dreistöckige Gebäude steht an der South Street (A918) im historischen Zentrum St Andrews’. Seine nordexponierte Hauptfassade ist vier Achsen weit. Seine Fassaden sind mit Harl verputzt, wobei die Natursteineinfassungen abgesetzt sind. Rechts führt ein Durchgang auf den Innenhof. Der dort anschließende Südflügel ist ebenfalls dreistöckig. Der Südgiebel ist als Staffelgiebel gearbeitet. Das dortige Eingangsportal ist mit dorischen Säulen und segmentbogiger Bekrönung gestaltet.